# Blue Jeans (toneelstuk)
Blue Jeans is een toneelstuk, geschreven door Joseph Arthur, dat in 1890 in New York in première ging en grote populariteit genoot. De sensatie van het toneelstuk is een scène waarin de bewusteloze held op een plank wordt geplaatst terwijl hij een enorme cirkelzaag nadert in een houtzagerij, wat een van de meest geïmiteerde dramatische scènes werd (uiteindelijk tot het punt van cliché en parodie). Het toneelstuk bleef tientallen jaren populair en werd in 1917 verfilmd tot een succesvolle stomme film met dezelfde naam.

## Verhaal
Perry Bascom is een rijke jongeman die terugkeert naar Rising Sun (Indiana) om een gooi te doen naar een zitje in het Amerikaans Congres en te trouwen met Sue Eudaly. Ben Boone, de ex van Sue, is daar allesbehalve gelukkig mee en stelt zich met succes kandidaat voor dezelfde functie als Bascom. Als Sue een bigamiste blijkt te zijn, scheidt Bascom van haar om te trouwen met June, een meisje van bescheiden afkomst. Sue vertelt Boone dat ze met hem zou trouwen  mocht Bascom er niet zijn. Daarop lokt Boone June en Bascom naar een houtzagerij, waar hij Bascom bewusteloos slaat en op een lopende band plaatst die richting een enorme cirkelzaag leidt. June, die opgesloten zit in een kantoor, ontsnapt net op tijd om Bascom van een gewisse dood te redden.

## Theaterproductie
Het toneelstuk ging in première op 6 oktober 1890 in het Fourteenth Street Theatre. De oorspronkelijke opvoering in New York liep tot 7 maart 1891. Het stuk genoot aanzienlijk succes op tournee door de Verenigde Staten en in heropvoeringen in de daaropvolgende decennia. Op 14 februari 1898 debuteerde het stuk in Londen.
De oorspronkelijke rolbezetting bestond uit:
| Acteur                     | Personage                       |
| -------------------------- | ------------------------------- |
| Robert C. Hilliard         | Perry Bascom                    |
| George D. Chaplin          | Col. Henry Clay Risener         |
| J.J. Wallace               | Jacob Tutewiler                 |
| Jacques Kruger             | Jim Tutewiler                   |
| W.J. Wheeler               | Isaac Hankins                   |
| Alice Leigh                | Cindy Tutewiler                 |
| Marian Mourdant Strickland | Samanthe Hinkins                |
| Laura Burt                 | Nell Tutewiler / Baleena Kicker |
| Gracie Sherwood            | Bascom's child                  |
| George Fawcett             | Ben Boone                       |
| Ben Deane                  | Seth Igoe                       |
| Jennie Yeamans             | June                            |
| Judith Berolde             | Sue Eudaly                      |